# Saint-Gilles-Vieux-Marché
Saint-Gilles-Vieux-Marché is een gemeente in het Franse departement Côtes-d'Armor (regio Bretagne) en telt 302 inwoners (1999). De plaats maakt deel uit van het arrondissement Guingamp.

## Geografie
De oppervlakte van Saint-Gilles-Vieux-Marché bedraagt 21,6 km², de bevolkingsdichtheid is 14,0 inwoners per km².
De onderstaande kaart toont de ligging van Saint-Gilles-Vieux-Marché met de belangrijkste infrastructuur en aangrenzende gemeenten.

## Demografie
Onderstaande figuur toont het verloop van het inwonertal (bron: INSEE-tellingen).

1. ↑  Populations de référence 2022.